# Kohei Doi
Kohei Doi (født 24. december 1988) er en japansk fodboldspiller.